# Statesville (Caroline du Nord)
Pour les articles homonymes, voir Statesville.
La ville de Statesville est le siège du comté d'Iredell, situé en Caroline du Nord, aux États-Unis, la population de la ville est estimée à 23 320 habitants.

## Démographie
| 1850 | 1860 | 1870 | 1880  | 1890  | 1900  |
| ---- | ---- | ---- | ----- | ----- | ----- |
| 215  | 320  | 683  | 1 062 | 2 318 | 3 141 |

| 1910  | 1920  | 1930   | 1940   | 1950   | 1960   |
| ----- | ----- | ------ | ------ | ------ | ------ |
| 4 599 | 7 895 | 10 490 | 11 440 | 16 901 | 19 844 |

| 1970   | 1980   | 1990   | 2000   | 2010   | - |
| ------ | ------ | ------ | ------ | ------ | - |
| 20 007 | 18 622 | 17 567 | 23 320 | 24 532 | - |